# Istanbul Open 2017
Istanbul Open 2017, oficiálním názvem TEB BNP Paribas Istanbul Open 2017, byl tenisový turnaj pořádaný jako součást mužského okruhu ATP World Tour, který se hrál v areálu Koza World of Sports Arena na otevřených antukových dvorcích. Konal se mezi 1. až 7. květnem 2017 v turecké metropoli Istanbulu jako třetí ročník obnoveného turnaje.
Turnaj s rozpočtem 497 255 eur patřil do kategorie ATP World Tour 250. Nejvýše nasazeným hráčem ve dvouhře se stal šestý tenista světa Milos Raonic z Kanady. Jako poslední přímý účastník hlavní singlové soutěže nastoupil britský 94. hráč žebříčku Aljaž Bedene.
Sedmnáctý singlový titul z okruhu ATP Tour si dvezl Chorvat Marin Čilić. Premiérovou společnou trofej ve čtyřhře vybojovala česká dvojice Roman Jebavý a Jiří Veselý..

## Rozdělení bodů a finančních odměn

### Rozdělení bodů
| Soutěž  | vítězové | finalisté | semifinalisté | čtvrtfinalisté | 16 v kole | 32 v kole | Q  | Q3 | Q2 | Q1 |
| ------- | -------- | --------- | ------------- | -------------- | --------- | --------- | -- | -- | -- | -- |
| dvouhra | 250      | 150       | 90            | 45             | 20        | 0         | 12 | 6  | 0  | 0  |
| čtyřhra | 250      | 150       | 90            | 45             | 0         | —         | —  | —  | —  | —  |

### Finanční odměny
| Soutěž                              | vítězové | finalisté | semifinalisté | čtvrtfinalisté | 16 v kole | 32 v kole | Q | Q2     | Q1     |
| dvouhra                             | €78 270  | €41 225   | €22 330       | €12 720        | €7 495    | €4 440    | — | €2 000 | €1 000 |
| čtyřhra                             | €23 780  | €12 500   | €6 770        | €3 880         | €2 270    | —         | — | —      | —      |
| částka ve čtyřhře je uvedena na pár |          |           |               |                |           |           |   |        |        |

## Mužská dvouhra

### Nasazení
| Stát                          | Hráč              | ATP | Nasazení |
| ----------------------------- | ----------------- | --- | -------- |
| Kanada                        | Milos Raonic      | 6.  | 1.       |
| Chorvatsko                    | Marin Čilić       | 8.  | 2.       |
| Argentina                     | Diego Schwartzman | 34. | 3.       |
| Itálie                        | Paolo Lorenzi     | 38. | 4.       |
| Srbsko                        | Viktor Troicki    | 39. | 5.       |
| Austrálie                     | Bernard Tomic     | 41. | 6.       |
| Chorvatsko                    | Borna Ćorić       | 48. | 7.       |
| Belgie                        | Steve Darcis      | 53. | 8.       |
| Žebříček ATP k 24. dubnu 2017 |                   |     |          |

### Jiné formy účasti
Následující hráči obdrželi divokou kartu do hlavní soutěže:
- Marin Čilić[1]
- Márton Fucsovics[1]
- Cem İlkel[1]

Následující hráč obdržel do hlavní soutěže zvláštní výjimku:
- Laslo Djere

Následující hráči postoupili z kvalifikace:
- Riccardo Bellotti
- Daniel Brands
- Adrián Menéndez-Maceiras
- Stefanos Tsitsipas

Následující hráč postoupil z kvalifikace jako tzv. šťastný poražený:
- Mohamed Safwat[1]

### Odhlášení
před zahájením turnaje
- Radu Albot → nahradil jej  Mohamed Safwat[1]

## Mužská čtyřhra

### Nasazení
| Stát                                                                                    | Hráč              | Stát               | Hráč           | ATP | Nasazení |
| --------------------------------------------------------------------------------------- | ----------------- | ------------------ | -------------- | --- | -------- |
| USA                                                                                     | Nicholas Monroe   | Nový Zéland        | Artem Sitak    | 94  | 1        |
| Mexiko                                                                                  | Santiago González | Spojené království | Dominic Inglot | 112 | 2        |
| Izrael                                                                                  | Jonatan Erlich    | USA                | Scott Lipsky   | 122 | 3        |
| Argentina                                                                               | Guillermo Durán   | Argentina          | Andrés Molteni | 134 | 4.       |
| Žebříček ATP k 24. dubnu 2017; číslo je součtem žebříčkového postavení obou členů páru. |                   |                    |                |     |          |

### Jiné formy účasti
Následující páry obdržely divokou kartu do hlavní soutěže:
- Tuna Altuna /  Alessandro Motti
- Altuğ Çelikbilek /  Cem İlkel

## Přehled finále

### Mužská dvouhra
- Marin Čilić vs.  Milos Raonic, 7–6(7–3), 6–3

### Mužská čtyřhra
- Roman Jebavý /  Jiří Veselý vs.  Tuna Altuna /  Alessandro Motti, 6–0, 6–0